# Societatea Astronomică a Pacificului
Societatea Astronomică a Pacificului (în engleză Astronomical Society of the Pacific, ASP) este o organizație științifică și educațională, înființată la San Francisco în 7 februarie 1889. Numele său provine de la originea sa de pe coasta Pacificului, dar astăzi are membri din toată țara și de peste hotarele SUA.
Este cea mai mare societate educațională de astronomie generală din lume, având membri din mai mult de 40 de țări.
Scopul ASP este promovarea interesului public și înțelegerea astronomiei (și creșterea alfabetismului științific) prin publicațiile sale, prin site-ul web și prin multe programe educaționale. Printre acestea se numără:
- Proiectul ASTRO - program național de îmbunătățire a predării astronomiei și fizicii cu perechi de astronomi profesioniști și amatori cu profesori din clasele IV-IX.

- Family ASTRO - proiect ce dezvoltă jocuri pentru a ajuta familiile să se ocupe de astronomie în timpul liber, pregătind astronomi amatori, profesori și lideri ai comunităților

- Astronomy from the Ground Up - program național pentru profesori desfășurat la muzee științifice mici, centre de științele naturii și organizații de mediu.

- The Night Sky Network - program împreună cu Jet Propulsion Laboratory de dotare cu echipament și de pregătire, proiect în care sunt implicate peste 200 de cluburi de astronomi amatori din toată țara în activități publice.

- Materiale și resurse didactice de astronomie vândute prin magazinul on-line sau gratuite.

Printre președinții ASP s-au numărat astronomi importanți, cum ar fi Edwin Hubble, George O. Abell și Frank Drake. George Pardee, ulterior guvernator al statului California, a fost și el președinte în 1899.